# كيث بيتش
كيث بيتش (بالإنجليزية: Keith Beach)‏ (26 نوفمبر 1976 في الولايات المتحدة - ) هو لاعب كرة قدم أمريكي في مركز الوسط. لعب مع ميامي فيوشن وأتلانتا سيلفرباكس وGeneration Adidas ‏ ونادي كلايدبانك ‏.

## وصلات خارجية
- كيث بيتش على موقع الدوري الأمريكي (الإنجليزية)
- كيث بيتش على موقع قاعدة بيانات كرة القدم.إي يو (الإنجليزية)